# یواس‌اس شاین (اس‌اس‌ان-۷۷۳)
یواس‌اس شاین (اس‌اس‌ان-۷۷۳) (به انگلیسی: USS Cheyenne (SSN-773)) یک زیردریایی است که طول آن ۱۱۰٫۳ متر (۳۶۱ فوت ۱۱ اینچ) می‌باشد. این زیردریایی در سال ۱۹۹۵ ساخته شد.